# 新潟県道213号下田見附線
新潟県道213号下田見附線（にいがたけんどう213ごう しただみつけせん）は、新潟県三条市から同県見附市に至る一般県道である。

## 概要

### 路線データ
- 起点：新潟県三条市大字荻堀字川前828番3（国道289号・国道290号交点）
- 終点：新潟県見附市杉澤町字谷内林（新潟県道210号遅場見附線・新潟県道442号杉沢上樫出線交点）

## 通過する自治体
- 新潟県
  - 三条市 - 見附市

## 接続する道路
- 国道289号（起点：荻堀交差点）
- 国道290号（荻堀交差点（起点） - 三条市大字長沢（「長堀簡易郵便局」前）で重複）
- 新潟県道546号駒込北潟線（三条市大字駒込字前田）
- 新潟県道210号遅場見附線・新潟県道442号杉沢上樫出線（終点：見附市杉澤町字谷内林）

## 周辺
- 三条市役所 下田（しただ）支所（旧・下田村役場）
- 三条市立下田（しただ）中学校
- 三条市立長沢小学校
- 見附市立見附第二小学校
- JAにいがた南蒲 下田支店
- 長堀簡易郵便局
- 杉沢簡易郵便局
- 五十嵐川
- 刈谷田川

## その他
- 路線名の「下田」は、起点付近の旧自治体名（新潟県南蒲原郡下田村）に由来する。